# Imnadia banatica
Imnadia banatica é uma espécie de crustáceo da família Limnadiidae.
É endémica de Sérvia e Montenegro.